# Гейденрейх, Иван Григорьевич
Ива́н Григо́рьевич Гейденре́йх (1769—1839) — российский командир эпохи наполеоновских войн, генерал-майор

## Биография
Иван Гейденрейх родился в 1769 году, происходил из дворян. Службу начал 3 апреля 1789 года капралом в Конном лейб-гвардии полку, где дослужился до чина вахмистра. 1 января 1796 года был выпущен в армию капитаном, 5 мая того же года назначен в Санкт-Петербургский гарнизонный батальон. В том же году (18 декабря) переведен в Тенгинский пехотный полк; 21 ноября 1799 года произведён в майоры и 23 апреля 1806 года — в подполковники.
В 1806—1807 гг. он участвовал в пределах Пруссии в сражениях против французов: при Пултуске (награждён золотой шпагой с надписью «за храбрость»), Прейсиш-Эйлау (ранен в левую руку и награждён орденом св. Владимира 4-й ст. с бантом), Альткирхене, Гутштадте, Гейльсберге, Ландсберге и Фридланде. 12 мая 1808 г. назначен командиром Костромского мушкетерского (потом пехотного) полка. В 1809 г. был в походе в Галицию по случаю войны с Австрией. В 1810 г. участвовал во время Турецкой войны в осаде крепостей Шумлы и Рущука и при штурме последней, 22 июля, был ранен в левое плечо и поясницу оболочкой бомбы. 30 августа 1811 г. произведён в полковники.

В 1812 г. он находился в Западной армии и участвовал в сражениях при занятии Кобрина, под Городечной против австрийцев и саксонцев, после чего удерживал отступление до местечка Ратно, в делах при Выжве, селе Стахове и Брилях (награждён орденом св. Анны 2-й ст.). 22 ноября 1812 г. награждён орденом св. Георгия 4-й ст. 
В воздаяние ревностной службы и отличия, оказанного в кампанию против французских войск в 1812 году, а особенно в сражении 31 июля при Городечне, где, содержа Костромской пехотный полк в совершенном порядке во все время сражения, подавал собою лично всем чинам пример, а когда стрелки вверенного полка потеснены были превосходными неприятельскими силами, то с первым баталионом пошел к ним на подкрепление и остановил движение неприятеля, а 13 августа удерживал стремление неприятеля обойти наш фланг.
В 1813 г. с 26 марта по 4 апреля участвовал в осаде и взятии крепости Торна; за отличие при взятии местечка Кенигсварта произведен в генерал-майоры. При Бауцене, где он прикрывал егерей, был ранен пулей в правую ногу выше колена. Из других сражений 1813 г., в которых он был, можно отметить дело при Гольдберге (7 августа).
В 1814 году И. Г. Гейденрейх участвовал в делах при Линьи, Бриенне (награждён орденом св. Владимира 3-й ст.), Ла-Ротьере, Монмирайле и Шато-Тьерри (31 января), где был взят в плен, откуда возвратился 21 апреля 1814 г. С июня по сентябрь 1814 г. исполнял обязанности начальника 18-й пехотной дивизии, а 17 ноября был назначен состоять при начальнике той же дивизии.
8 марта 1816 года был назначен командиром 3-й бригады 15-й пехотной дивизии. 27 февраля 1820 года повелено состоять из-за ран по внутренней страже. 3 марта 1821 года он был назначен окружным генералом 4-го округа корпуса внутренней стражи. 7 декабря 1829 г. он переведен окружным генералом в 1-й округ. 27 февраля 1834 г. уволен от службы, по болезни, с мундиром и полной пенсией.
Иван Григорьевич Гейденрейх умер в 1839  году.
Был женат на Вере Осиповне Амперовой.